# Fundación Argentina de Nanotecnología
La Fundación Argentina de Nanotecnología (FAN) es una fundación argentina dedicada a la promoción de proyectos y emprendimientos en el área de la nanotecnología. En este sentido ofrecen espacios, equipamiento y asesoramiento para la instalación de proyectos de alto nivel.
Fue creada en 2005 como una organización de derecho privado dependiente del Ministerio de Economía. En 2007, tras la creación del Ministerio de Ciencia, Tecnología e Innovación Productiva fue transferida a su órbita.

## Sede
El edificio de la FAN se encuentra en el campus de la Universidad Nacional de General San Martín en 25 de mayo de 1021, San Martín, provincia de Buenos Aires, Argentina.

## Consejo de Administración
Está compuesto por:
- Presidenta: Dra. Vera Álvarez
- Vicepresidenta: Ing. Laura Toledo
- Secretaria: Dra. Paula C. Angelomé
- Tesorera: Dra. María Elena Vela
- Vocales: Dra. Sara Aldabe Bilmes, Lic. Ricardo Sagarzazu, Dr. Fernando Stefani, Dr. Federico Ariel y Dra. Ana Laura Zamit